# Regimento Real de Hussardos
O Regimento Real de Hussardos - em sueco Livregementets husarer - também designado pela sigla K 3, é uma unidade de forças de operações especiais do Exército da Suécia estacionada na pequena cidade de Karlsborg, situada na margem ocidental do lago Vättern.

## Organização

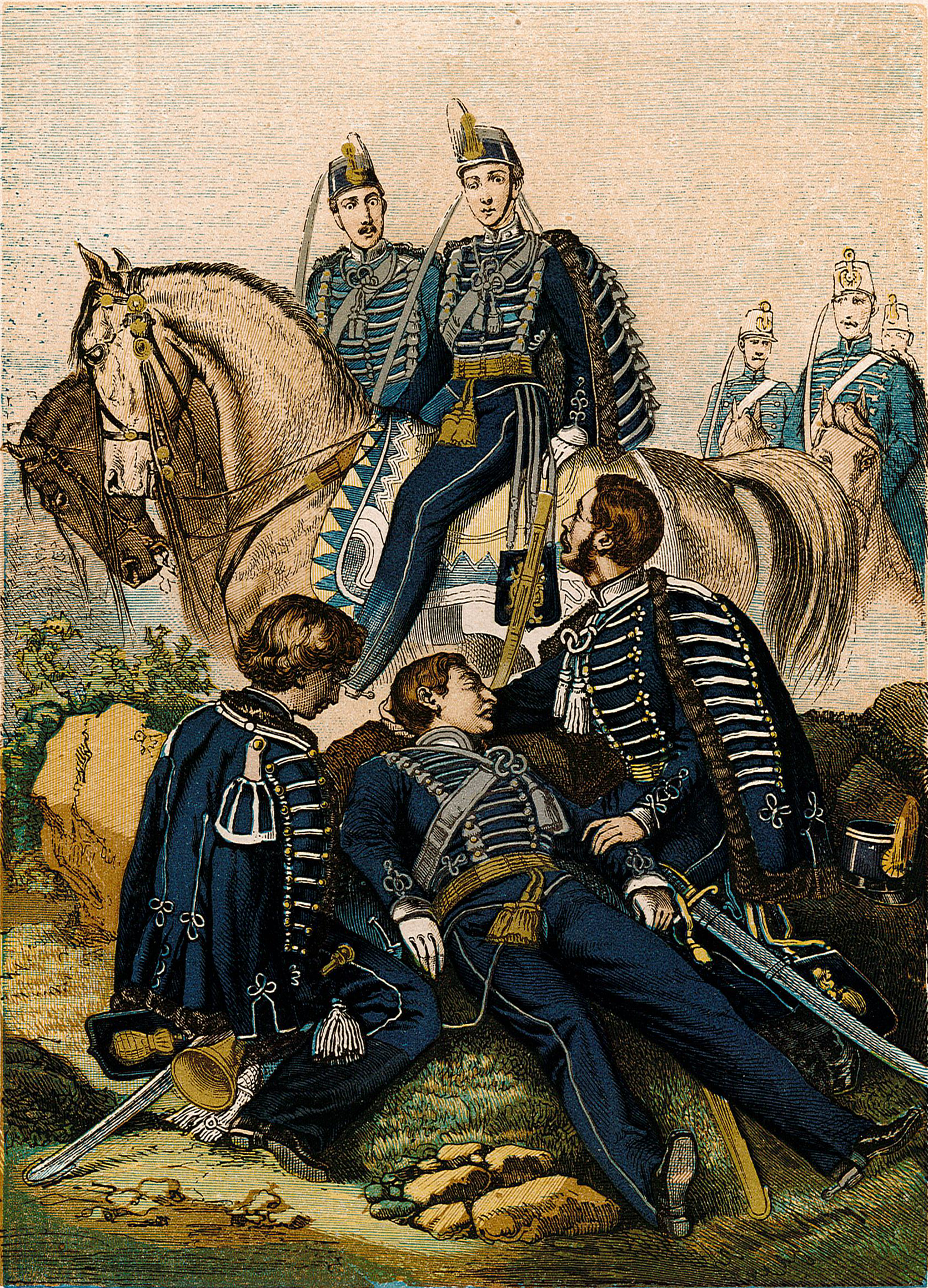
Uniformes do regimento em 1865.

Esta unidade está vocacionada para ações móveis rápidas com grande poder de fogo, deslocando-se a pé, de esquis, em viaturas ligeiras, de helicóptero ou em aeronaves.
O regimento é composto por um batalhão de caçadores especiais (7:e lätta bataljonen) e por um batalhão de reconhecimento (32. underrättelsebataljonen) com uma companhia de paraquedistas (fallskärmsjägarkompaniet), e alberga também a Escola de Sobrevivência e Salvamento (Försvarsmaktens överlevnadsskola).
O pessoal do regimento é constituído por 292 oficiais profissionais, 344 sargentos e praças profissionais, 228  sargentos e praças contratados, 46 funcionários civis e 232 oficiais da reserva.